# Passavant-la-Rochère
Passavant-la-Rochère település Franciaországban, Haute-Saône megyében. Lakosainak száma 537 fő (2022. január 1.). Passavant-la-Rochère Hennezel, Martinvelle, Ambiévillers, La Basse-Vaivre, Pont-du-Bois, Selles, Vougécourt, Claudon és Demangevelle községekkel határos.

## Népesség
A település népességének változása:
| Lakosok száma | 650  | 616  | 631  | 603  | 590  | 576  | 563  | 551  | 537  |
|               | 2013 | 2015 | 2016 | 2017 | 2018 | 2019 | 2020 | 2021 | 2022 |